# Tommy Haynes

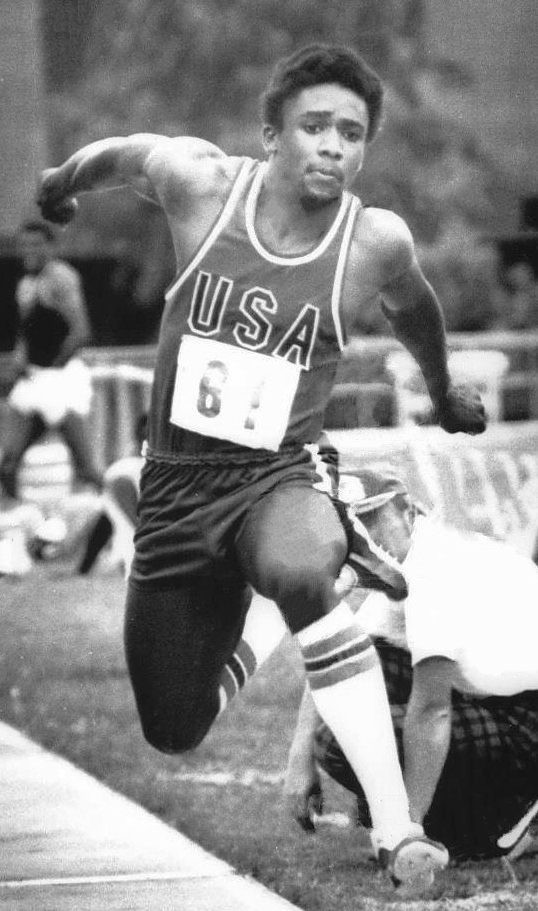
Tommy Haynes, 1975

Tommy Haynes (eigentlich Thomas Zarlef Haynes; * 14. Juli 1952 in Nashville) ist ein ehemaliger US-amerikanischer Weit- und Dreispringer.
Im Dreisprung gewann er 1975 bei den Panamerikanischen Spielen in Mexiko-Stadt Silber und wurde 1976 bei den Olympischen Spielen in Montreal Fünfter.
1976 wurde er US-Meister im Dreisprung, von 1975 bis 1977 dreimal in Folge US-Hallenmeister im Dreisprung und 1977 US-Hallenmeister im Weitsprung. Für die Middle Tennessee State University startend wurde er 1974 NCAA-Hallenmeister.

## Persönliche Bestleistungen
- Weitsprung: 8,14 m, 17. Mai 1974, Murray
  - Halle: 8,07 m, 7. Januar 1978, Long Beach
- Dreisprung: 17,20 m, 15. Oktober 1975, Mexiko-Stadt (ehemaliger US-Rekord)
  - Halle: 16,90 m, 27. Februar 1976, New York City